# Hendrik Olivier
Hendrik Olivier (Aartrijke, 16 december 1924 - Brugge, 16 december 2007) was advocaat en gedeputeerde van West-Vlaanderen.
Hendrik Olivier, zoon van Arthur Olivier, deed zijn middelbare studies in het Klein-Seminarie van Roeselare en behaalde zijn diploma van doctor in de rechten aan de Katholieke Universiteit Leuven. Hij werd advocaat aan de Balie van Brugge. Hij trouwde met Nicole Depuydt en ze kregen drie kinderen.
Hij werd CVP-provincieraadslid in 1965 en gedeputeerde (bevoegd voor financies, land- en tuinbouw) in 1974, mandaten die hij beide tot in 1991 uitoefende. Hij was nauw betrokken bij het communicatiebeleid van de provincie.
Hij was ook van 1972 tot 1974 gemeenteraadslid van Brugge.